# N804 (België)
De N804 is een N-weg in de Belgische provincie Luxemburg. Deze weg vormt de verbinding tussen Aubange en grens met Luxemburg. De route heeft een lengte van ongeveer 2,5 kilometer.

## Plaatsen langs de N804
- Aubange
- Athus